# LGBT-Symbole
LGBT-Symbole vermitteln Ideen, Konzepte und Identitäten innerhalb der LGBT-Community wie auch nach außen an die Mainstream-Kultur. Die Community hat sich bestimmte Symbole der Selbstidentifikation zu eigen gemacht, um Verbundenheit, Stolz (Pride), gemeinsame Werte und gegenseitige Loyalität zu zeigen. Die beiden LGBT-Symbole, die international am bekanntesten sind, sind die Regenbogenfahne und der Rosa Winkel.

## Fahnen

### Regenbogen-Fahnen
Gilbert Baker hat die Regenbogen-Pride-Flagge 1978 für die Feierlichkeiten zum San Francisco Gay Freedom Day entworfen. Die Fahne bildet den Regenbogen nicht naturgetreu ab. Die Farben des Regenbogens werden vielmehr als horizontale Streifen dargestellt, wobei rot ganz oben und lila ganz unten zu sehen sind. Die Regenbogenfahne steht für die Vielfalt von Schwulen und Lesben in aller Welt. In der Originalversion mit acht Farben stand Pink für Sexualität, Rot für das Leben, Orange für das Heilen, Gelb für die Sonne, Grün für die Natur, Türkis für die Kunst, Blau für Harmonie und Lila für die Seele. Eine Kopie der ursprünglichen achtfarbigen, 6-mal-9-Meter-große Fahne hat Baker im Jahr 2000 noch einmal gemacht und im Castro district in San Francisco angebracht. Es gibt zahlreiche Varianten der Regenbogen-Fahne, von denen einige auch andere LGBT-Symbole integrieren.
Ab 2018 enthält die Progess-Pride-Fahne als Erweiterung das Dreieck auf der linken Seite der Regenbogenfahne zur Einbeziehung von trans Personen: Weiß für nichtbinäre Personen, Rosa und Hellblau für binäre trans Personen, Braun für People of Color und Schwarz für Opfer von AIDS.
Valentino Vecchietti hat 2021 für die Organisation Intersex Equality Rights UK eine Ergänzung der Progess-Pride-Fahne entworfen, erweitert mit einem gelben Dreieck mit lilafarbenem Kreis, der für Intersexualität (Intergeschlechtlichkeit) steht.

Original-Version mit acht Streifen, entworfen von Gilbert Baker (1978)
Version mit sieben Streifen; der rosa Streifen fehlt, weil die Farbe nicht maschinell herstellbar war (1978–1979)
Version mit sechs Streifen ohne Türkis; der Streifen in indigo-blau wurde durch Royal-Blau ersetzt (1979 bis heute)
Version mit einem Dreieck, das aus der linken Seite des Randes herauskommt (2018 bis heute)
Der lilafarbene Kreis im gelben Dreieck ergänzt Intergeschlechtlichkeit (ab 2021)

### Bärenkultur

International Bear Brotherhood (übernommen 1995)

Die Internationale Bären-Brotherhood-Fahne wurde 1995 von Craig Byrnes entworfen.
Bär ist ein liebevoller Slangausdruck in der Lesben- und Schwulenbewegung für Personen in sogenannten Bärengemeinschaften, einer wachsenden Untergruppe der LGBT-Gemeinschaft mit eigenen Veranstaltungen, Codes und einer kulturspezifischen Identität. Bären haben in der Regel haarige Körper und Gesichtshaar; einige sind stämmig; einige spiegeln das Bild proletenhafter Männlichkeit bezüglich ihres Aussehens und ihrer Körperpflege wider, wobei keines dieser Faktoren Anforderungen oder eindeutige Merkmale sind.
Das Konzept des Bären kann als Identifikation, Zugehörigkeit oder als anzustrebendes Ideal dienen. Darüber, was einen Bären ausmacht, wird in Bärengemeinschaften fortlaufend diskutiert. Einige sind der Meinung, dass es ausreicht, sich selbst als Bär zu identifizieren, während andere argumentieren, dass Bären bestimmte physische Eigenschaften haben müssen, beispielsweise eine haarige Brust und einen Bart, einen starken Körper, oder eine bestimmte Art, sich zu kleiden und zu verhalten.
Bären sind fast immer schwule oder bisexuelle Männer; auch trans Männer und solche, die Labels für Gender und Sexualität vermeiden, sind zunehmend in Bärengemeinschaften vertreten. Bärengemeinschaften sind auf der ganzen Welt verbreitet, in vielen Ländern gibt es Bärenclubs. Bärenclubs dienen oft als soziale und sexuelle Netzwerke für ältere, behaarte, manchmal stämmige schwule und bisexuelle Männer. Ihre Mitglieder organisierten meist Fundraising- und andere Veranstaltungen für die Lesben- und Schwulenbewegung vor Ort.

### Lesben
Bisher gibt es keine lesbische Pride-Fahne, die weit verbreitet ist.
Die Labrys-Lesben-Fahne wurde 1999 vom Graphik-Designer Sean Campbell entworfen und im Juni 2000 veröffentlicht. Auf der Fahne ist eine Doppelaxt zu sehen, die ein umgedrehtes schwarzes Dreieck überlagert. Die Doppelaxt wurde ursprünglich als religiöses Symbol verwendet und wurde in den 1970ern von der feministischen lesbischen Community als Symbol des Empowerments adaptiert. Frauen, die im Dritten Reich dem weiblichen Ideal der Nationalsozialisten nicht entsprachen – unter anderem lesbische Frauen – wurden in Konzentrationslagern inhaftiert und gezwungen, ein Abzeichen mit einem umgedrehten schwarzen Dreieck zu tragen. Ähnlich wie Schwule das pinke Dreieck reclaimten, besetzten einige Lesben dieses Symbol neu. Aber auch das pinke Dreieck wurde von vielen Lesben reclaimt, auch wenn sie nicht unter den Paragraph 175 des Deutschen Strafgesetzbuches fielen.
Die pinke lesbische Flagge besteht aus sechs Rot- und Pink-Tönen und einem weißen Balken in der Mitte. Der ursprüngliche Entwurf, bekannt als Lippenstift-Lesben-Fahne, enthält einen roten Kuss und wurde 2010 auf dem Blog This Lesbian Life vorgestellt. Sowohl die pinke, als auch die Lippenstift-Lesben-Fahne repräsentieren homosexuelle Frauen mit einer eher femininen Gender-Expression. Das ursprüngliche Design der Flagge ist nicht weit verbreitet; die Variante ohne den Kussmund wird jedoch öfter verwendet.
Eine neue Fahne mit sieben Streifen wurde 2018 auf Tumblr eingeführt. Die dunkelorangene Farbe steht für Gender Non-Konformität, die orange Farbe für Unabhängigkeit, das helle Orange für Gemeinschaft, das Weiß für „einzigartige Beziehung zu Weiblichkeit“, das Pink für Gelassenheit und Frieden, das Hellrosa für Liebe und Sex und das Dunkelrosa für Weiblichkeit. Bald darauf wurde aus dieser Fahne eine Fahne mit fünf Streifen abgeleitet. 2020 gab es eine kontroverse Diskussion darüber, wer die orange-pinke lesbische Flagge ursprünglich entworfen hat

Lesben-Fahne von 1999
Pinke Lesben-Fahne, die von der Lippenstift-Fahne von 2010 abgeleitet wurde
Lesben-Fahne, die 2018 auf Social Media eingeführt wurde
Version der Social-Media-Fahne mit fünf Streifen

### Bisexualität

Pride-Flagge der Bisexuellen, entworfen 1998

Die Flagge der Bisexuellen wurde am 5. Dezember 1998 erstmals enthüllt. Sie wurde von Michael Page entworfen, um Bisexuelle zu repräsentieren und innerhalb der LGBT-Community und der Gesellschaft sichtbar zu machen. Die rechteckige Fahne besteht aus einem breiten, pinken Streifen oben, einem breiten blauen Streifen unten und einem schmaleren lilafarbenen Streifen in der Mitte.
Michael Page beschreibt die Bedeutung der Fahne folgendermaßen: „Die Farbe Pink steht für sexuelle Anziehung lediglich zum gleichen Geschlecht (Schwule und Lesben). Die Farbe Blau repräsentiert sexuelle Anziehung lediglich zum anderen Geschlecht (straight) und die Farbe Lila ergibt sich aus der Überlappung der beiden anderen Farben, sie steht für die sexuelle Anziehung zu beiden Geschlechtern (bi).“ Damit symbolisiert die Flagge der Bisexuellen „dass sich die pinken Farbpartikel unbemerkt sowohl in das Pinke und das Blaue einfügen, genauso wie sich in der ‘realen Welt’ Bisexuelle unmerklich sowohl in schwule bzw. lesbische, als auch in hetero-Gemeinschaften einfügen.“

### Pansexualität

Pansexuelle Pride-Fahne (entworfen 2010)

Die Pride-Fahne der Pansexuellen wurde 2010 auf einem Tumblr-Blog vorgestellt. Sie hat drei Streifen: Pink, gelb und blau. „Die pinke Farbe steht dafür, sich zu Frauen hingezogen zu fühlen, die blaue Farbe dafür, sich zu Männern hingezogen zu fühlen, und das Gelb dafür, sich zu allen anderen hingezogen zu fühlen.“

### Transgender

Transgender Pride-Fahne (entworfen 1999)

Die Transgender-Pride-Fahne wurde von der trans Frau Monica Helms 1999 entworfen und zuerst auf der Pride Parade in Phoenix, Arizona, USA im Jahr 2000 gezeigt. Anlässlich des Transgender Day of Remembrance wird die Fahne seit dem 19. November 2012 an einem großen öffentlichen Fahnenmast in San Franciscos Castro District gehisst. Die Fahne repräsentiert die Transgender-Community und besteht aus fünf horizontalen Streifen: Zwei hellblauen, zwei pinken und einem weißen in der Mitte. Helms beschreibt die Bedeutung der Farben folgendermaßen: „Die Streifen ganz oben und unten sind hellblau, die traditionelle Farbe für männliche Babys. Die Farben daneben sind rosa, die traditionelle Farbe für weibliche Babys. Der weiße Streifen steht für Menschen, die nicht-binär sind, die sich keinem Geschlecht zuordnen“. Das Muster ist so gewählt, dass es immer richtig ist, egal, wie herum die Fahne gehisst wird. Die Transgenderfahne wurde 2020 im Emoji Unicode Standard 13.0 veröffentlicht: 🏳️‍⚧️.

### Nichtbinäre Personen

Nichtbinären-Pride-Flagge, entworfen von Kye Rowan 2014

Die nichtbinäre Pride-Flagge wurde 2014 von Kye Rowan entworfen; jeder Farbstreifen repräsentiert unterschiedliche Typen nichtbinärer Geschlechtsidentitäten: Gelb für Menschen, die sich außerhalb der Geschlechterbinarität verorten, weiß für nichtbinäre Menschen mit mehreren Geschlechtern, violett für diejenigen mit einer Mischung aus weiblichen und männlichen Geschlechtern und schwarz für „ungeschlechtliche“ Personen.
Als nichtbinär identifizieren sich diejenigen Personen, die sich jenseits oder außerhalb der (binären) Zweigeschlechtlichkeit Frau/Mann verorten. Nichtbinarität umfasst unterschiedliche Identitätsausprägungen, vor allem genderqueer (quer zu den Geschlechtern), genderfluid (flüssig zwischen den Geschlechtern) oder agender (ungeschlechtlich). Die meisten Nichtbinäre verstehen sich auch als Transgender.

### Intergeschlechtliche Personen (Intersex)

Inter* Pride-Flagge (entworfen 2013)

Intergeschlechtlich sind diejenigen Menschen, die bei Geburt nicht alle der biologischen Eigenschaften des weiblichen oder männlichen Geschlechts aufweisen oder aber eine Kombination dieser Eigenschaften aufweisen. Dies trifft schätzungsweise auf 0,05 % bis 1,7 % der Bevölkerung zu.
Die Fahne der intergeschlechtlichen Personen wurde im Juli 2013 von Morgan Carpenter von der Intersex Human Rights Australia entworfen. Der Kreis steht für die Ganzheit, die Ungebrochenheit und die Potentiale von intergeschlechtlichen Personen und soll das Recht auf körperliche und genitale Selbstbestimmung symbolisieren.

## Weitere Symbole
Zusätzlich zu den Hauptsymbolen der LGBT-Community werden noch weitere Symbole genutzt.

### Ace ring

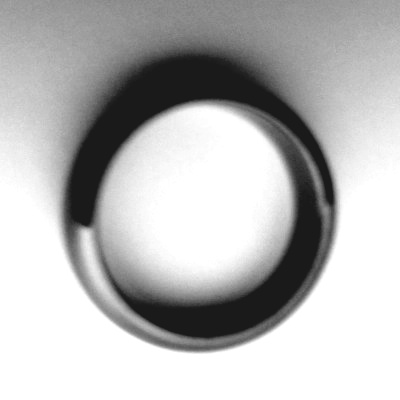
Ace ring

Mit einem schwarzen Ring (auch bekannt als Ace Ring), der am Mittelfinger der rechten Hand getragen wird, symbolisieren asexuelle Menschen ihre Asexualität. Der Ring wird absichtlich in einer ähnlichen Weise getragen, wie Eheringe als Zeichen einer Ehe getragen werden. Das Symbol wird seit 2005 genutzt.

### Ass-Spielkarten
Als Abkürzung für Asexualität werden Ass-Spielkarten genutzt, um Asexualität zu repräsentieren. Die Herz-Ass steht dabei für romantische Asexualität, die Pik-Ass für aromantische Asexualität.

### Kalmus-Pflanze

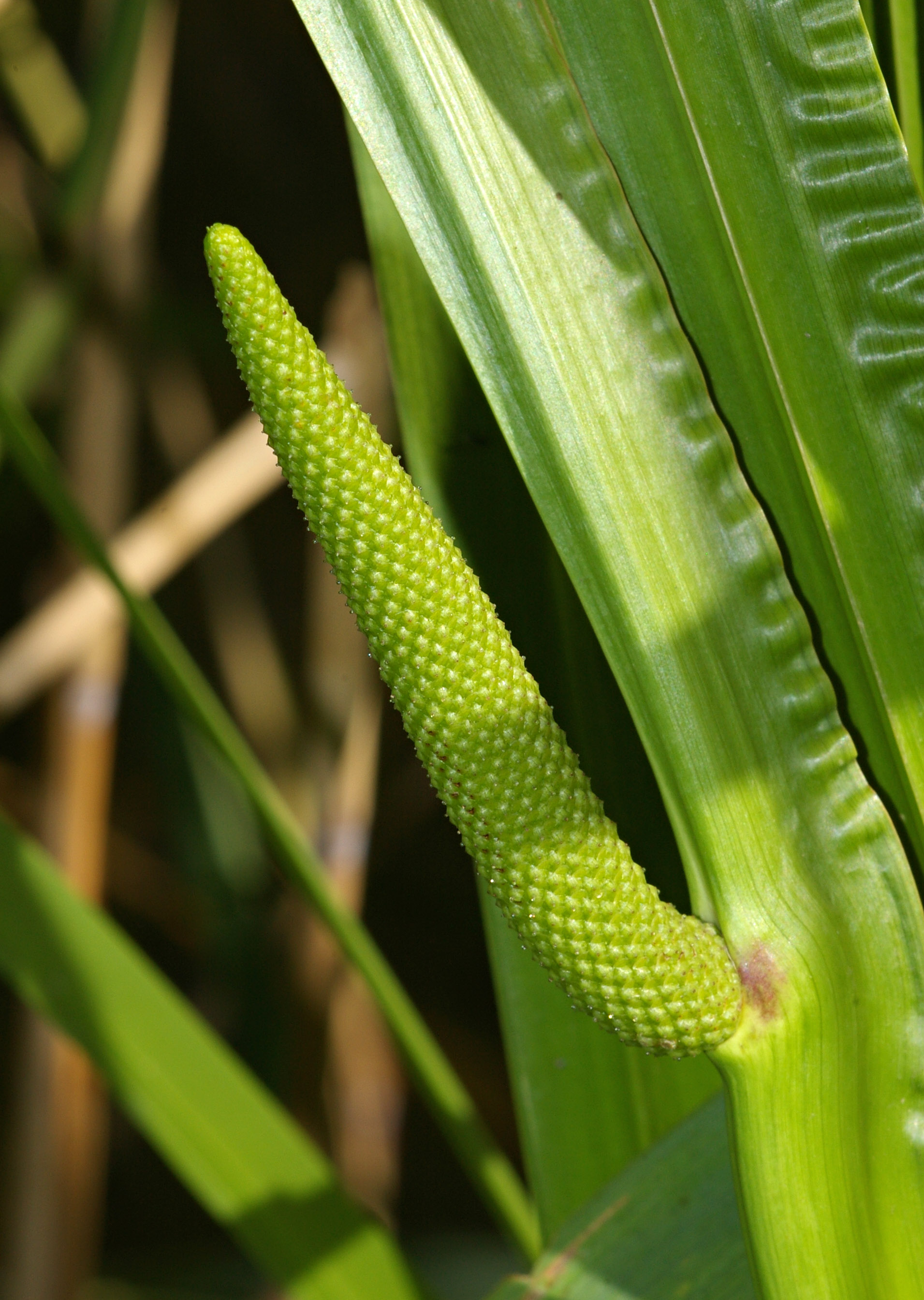
Acorus calamus

Laut einiger Interpretationen nutzte der Amerikanische Dichter Walt Whitman die Kalmus-Pflanze, um homoerotische Liebe zu symbolisieren.

### Double-gender

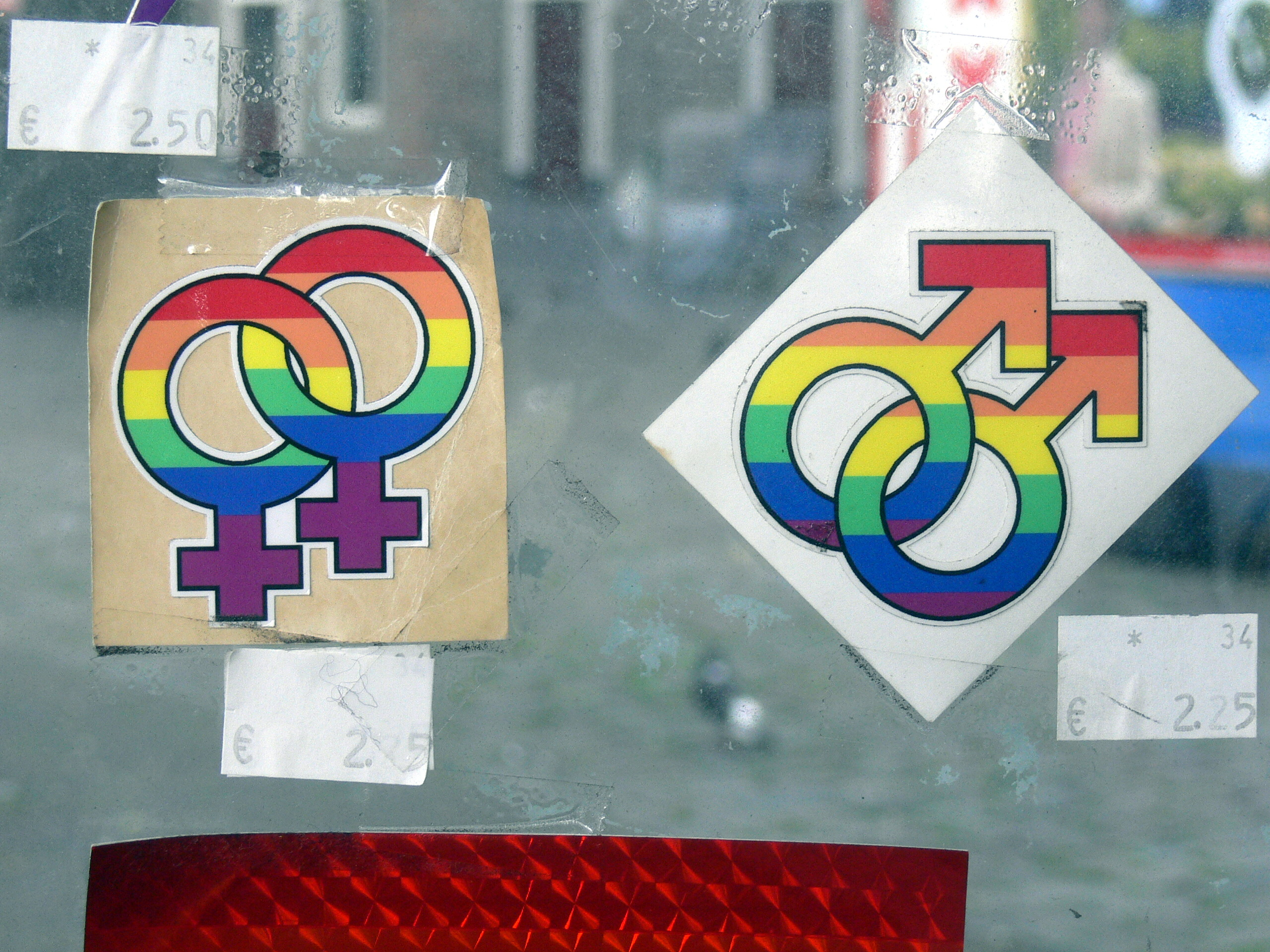
Lesbische und schwule ineinandergreifende Gender-Symbole

Ineinandergreifende Gender-Symbole: Jedes Gender-Symbol ist von dem jeweiligen astronomischen Symbol für die Planeten Venus und Mars abgeleitet. Das einfache Venus-Symbol wird genutzt, um das Weibliche Geschlecht zu repräsentieren, und das einfache Mars-Symbol, um das Männliche Geschlecht zu symbolisieren. Zwei ineinandergreifende weibliche Symbols (⚢) stehen für Lesben oder die lesbische Community, und zwei ineinandergreifende männliche Symbole (⚣) repräsentieren Schwule oder die schwule Community.
Die Symbole wurden erstmals in den 1970er Jahren genutzt.

### Freiheits-Ringe
David Spada entwarf 1991 die sog. Freiheits-Ringe: Sechs Aluminium-Ringe, von denen jeder eine Farbe des Regenbogens hat. Sie symbolisieren Glück und Vielfalt und werden alleine oder als Teil von Halsketten, Armbändern oder Schlüsselbändern getragen.
Manchmal werden sie auch als „Fruit Loops“ bezeichnet.

### Grüne Nelke

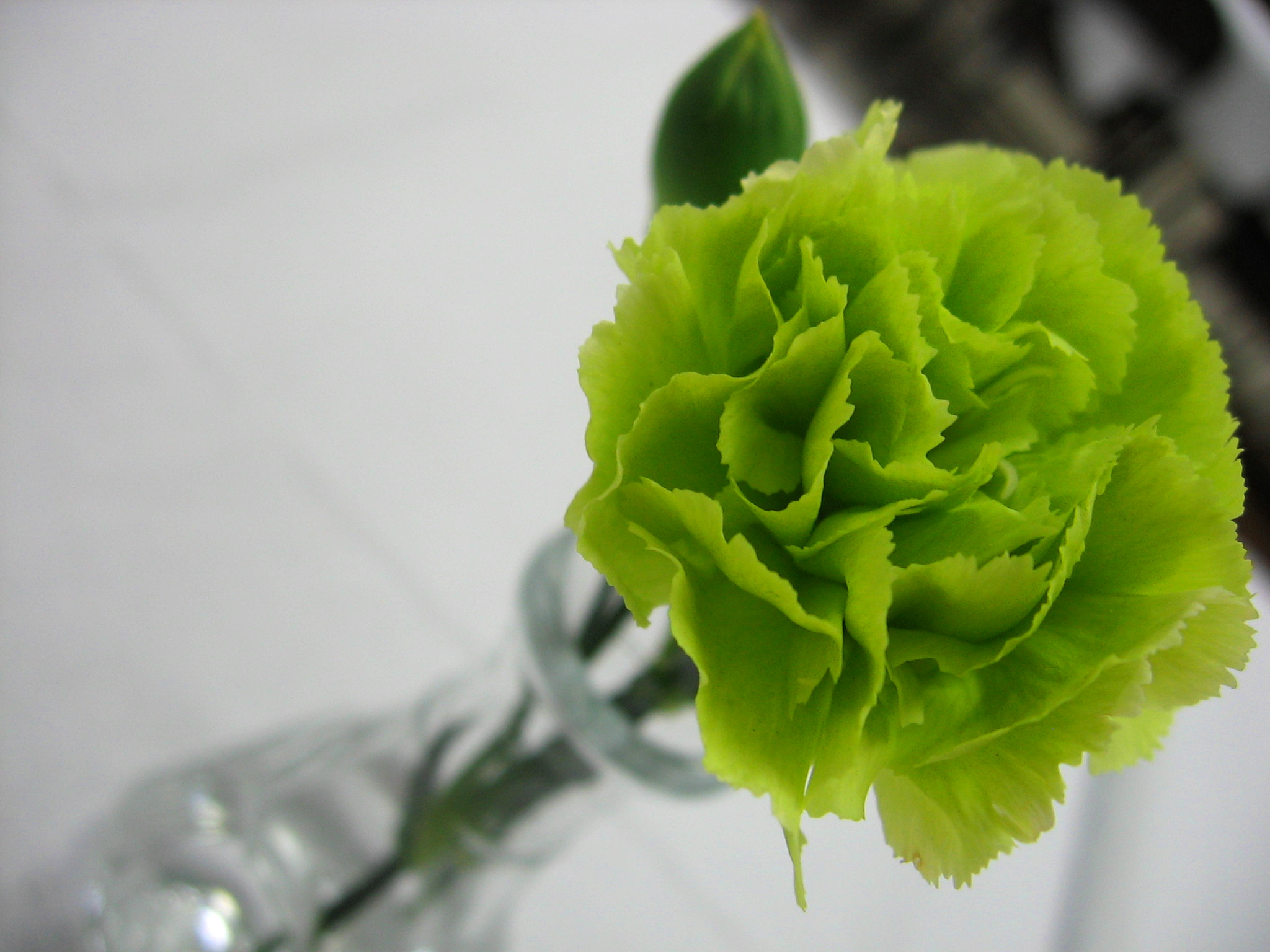
Grüne Nelke

In Bezug auf das England des ausgehenden 19. Jahrhunderts kann eine grüne Nelke auf homosexuelle Zugehörigkeiten hinweisen. Anlässlich der Uraufführung von Lady Windermeres Fächer 1892 und damit noch im Viktorianischen Zeitalter, hatte der schwule oder bisexuelle Autor Oscar Wilde einen der Schauspieler und mehrere männliche Zuschauer dazu ermuntert, sich eine grüne Nelke am Revers zu befestigen, die sein Freundeskreis später noch gelegentlich als Kennzeichen verwendete.

### Lambda
Das Lambda (λ), das Symbol für libertas (lat. „Freiheit“) als Gleichberechtigung und dadurch Namensteil und/oder Symbol mehrerer lesbisch-schwuler Organisationen und Veranstaltungen wie: Lambda Legal: LGBT & HIV – US-Bürgerrechtsorganisation (1971/1973), Jugendnetzwerk Lambda: Bundesweiter Jugendverband für Schwule, Lesben, Bisexuelle und Transgender (1990) oder Rechtskomitee Lambda (RKL): Lesbisch-schwule Bürgerrechtsorganisation in Österreich (1991).

Transgender-Symbol

### Transgeschlechtlichkeit
Ein Symbol, das weibliche (♀), männliche (♂) und genderqueere (⚨) Symbole kombiniert und um einen Kreis gruppiert (⚧), repräsentiert Transgender-Personen.

### Einhörner

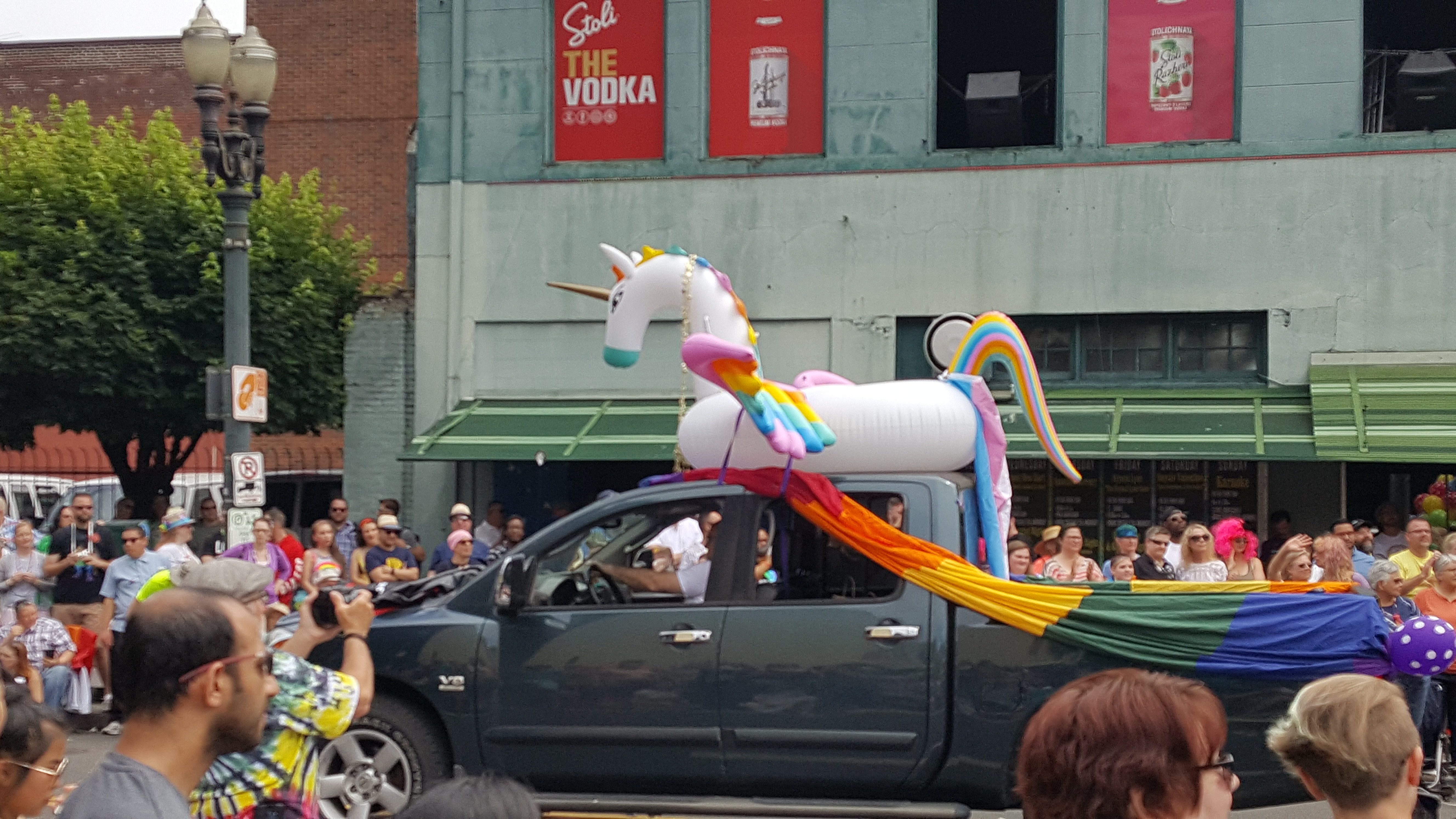
Einhorn auf dem Portland Pride (2017)

Einhörner als Symbole der LGBT-Kultur wurden während der Schwulen-Rechts-Proteste in den 1970ern und 1980ern prominent.

### Veilchen

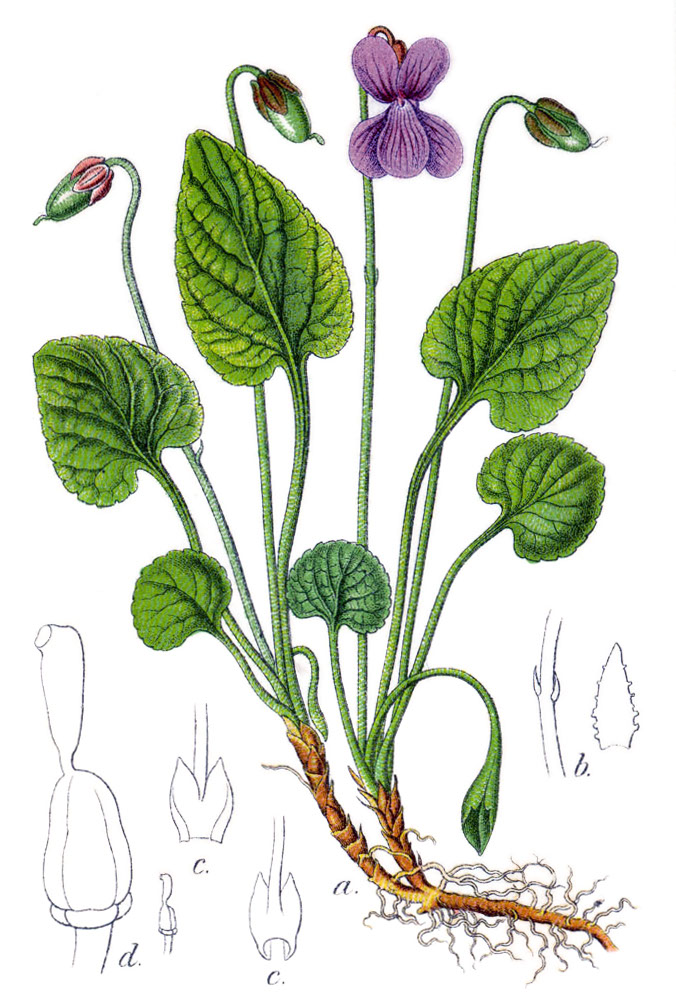
Viola uliginosa flower

Veilchen und ihre Farbe sind zu einem besonderen Zeichen geworden, das von lesbischen und bisexuellen Frauen genutzt wird. Das Blumensymbol geht auf mehrere Gedicht-Fragmente von Sappho zurück, in denen sie eine Liebhaberin beschreibt, die eine Girlande oder eine Krone mit Veilchen trägt. 1926 wurde in dem Stück La Prisonnière von Édouard Bourdet lesbische Liebe mit einem Strauß Veilchen angedeutet. Als das Stück zensiert wurde, trugen viele Pariser Veilchen, um ihre Solidarität mit dem lesbischen Inhalt zu symbolisieren.

## Kennzeichnungen in deutschen Konzentrationslagern
Eines der ältesten Symbole ist der Rosa Winkel, den männliche Homosexuelle in Konzentrationslagern der Nationalsozialisten auf ihrer Kleidung tragen mussten. Das Abzeichen ist eines von mehreren, das Gefangene tragen mussten, um ihre Häftlingskategorie sichtbar zu machen. Viele der geschätzt 5000–15.000 inhaftierten Schwulen und Lesben starben in der Haft. Der Rosa Winkel wurde später sowohl von Schwulen als auch von einigen Lesben in verschiedenen politischen Bewegungen übernommen („reclaimt“), um „Pride“ und Gedenken zu symbolisieren. Die AIDS Coalition to Unleash Power (ACT-UP) übernahm den Rosa Winkel, um ein „aktives Fight-Back“ gegen HIV/AIDS zu symbolisieren „anstelle einer passiven Resignation in das eigene Schicksal“.
Der Rosa Winkel wurde ausschließlich für männliche Gefangene genutzt, deren (tatsächliche oder vermeintliche) sexuelle Handlungen strafrechtlich relevant waren nach Paragraph 175 des Strafgesetzbuches. Lesbischer Geschlechtsverkehr war hingegen nicht strafbar, und lesbische Frauen im Falle einer KZ-Haft nicht mit dem Rosa Winkel gekennzeichnet.
Die historische Forschung hat herausgearbeitet, dass der NS-Staat Frauen als den Männern untergeordnet ansah und dass homosexuelle Frauen das Männlichkeitsbild des Nationalsozialismus weniger bedrohten als schwule Männer. Medizinisch galten lesbische Neigungen außerdem häufig als Reaktion auf den Männermangel infolge der hohen Zahl Gefallener im Ersten Weltkrieg. Auch schätzten staatliche Stellen und SS den Geburtenausfall durch lesbische Frauen als vergleichsweise niedrig ein. Laut United States Holocaust Memorial Museum wurden viele Frauen für „asoziales“ Verhalten verhaftet, wenn sie dem nationalsozialistischen Ideal der Frauenrolle nicht entsprachen: Kochen, Putzen, Kinderaufziehen und politische Passivität. Lesbischer Aktivismus hat dieses Symbol trotzdem auch für sich in Anspruch genommen. Lesbische Frauen wurden in der NS-Zeit als „asozial“ diffamiert und mussten in Konzentrationslagern häufig den entsprechenden Schwarzen Winkel tragen.
| Rosa Winkel | Schwarzer Winkel | Rosa Winkel und Gelbes Dreieck |
| --- | --- | --- |
| | | |
| Männer, die in Konzentrationslagern als Homosexuelle inhaftiert waren, mussten einen rosafarbenen Winkel tragen. | Menschen, die vom NS-Staat als „asozial“ angesehen wurden, mussten den schwarzen Winkel tragen. In dieser Kategorie wurden unter anderem lesbische Frauen, Sinti und Roma, Nonkonformisten und Sexarbeiter zusammengefasst. | Der rosa Winkel, der ein gelbes Dreieck überlappt, um so die Form eines Judensterns zu bilden, musste z. T. von jüdischen homosexuellen Männern getragen werden. |